# Xã Upper Fairfield, Quận Lycoming, Pennsylvania
Xã Upper Fairfield (tiếng Anh: Upper Fairfield Township) là một xã thuộc quận Lycoming, tiểu bang Pennsylvania, Hoa Kỳ. Năm 2010, dân số của xã này là 1.823 người.